# Konrad Zdarsa

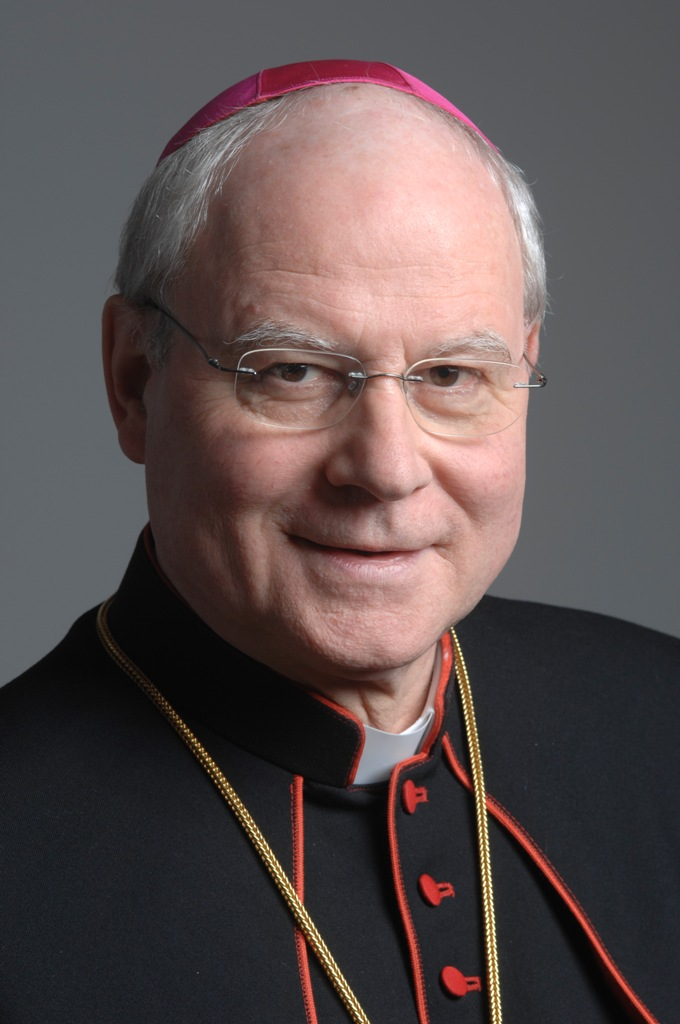
Offizielles Porträtfoto von Konrad Zdarsa als Bischof von Görlitz (2009)

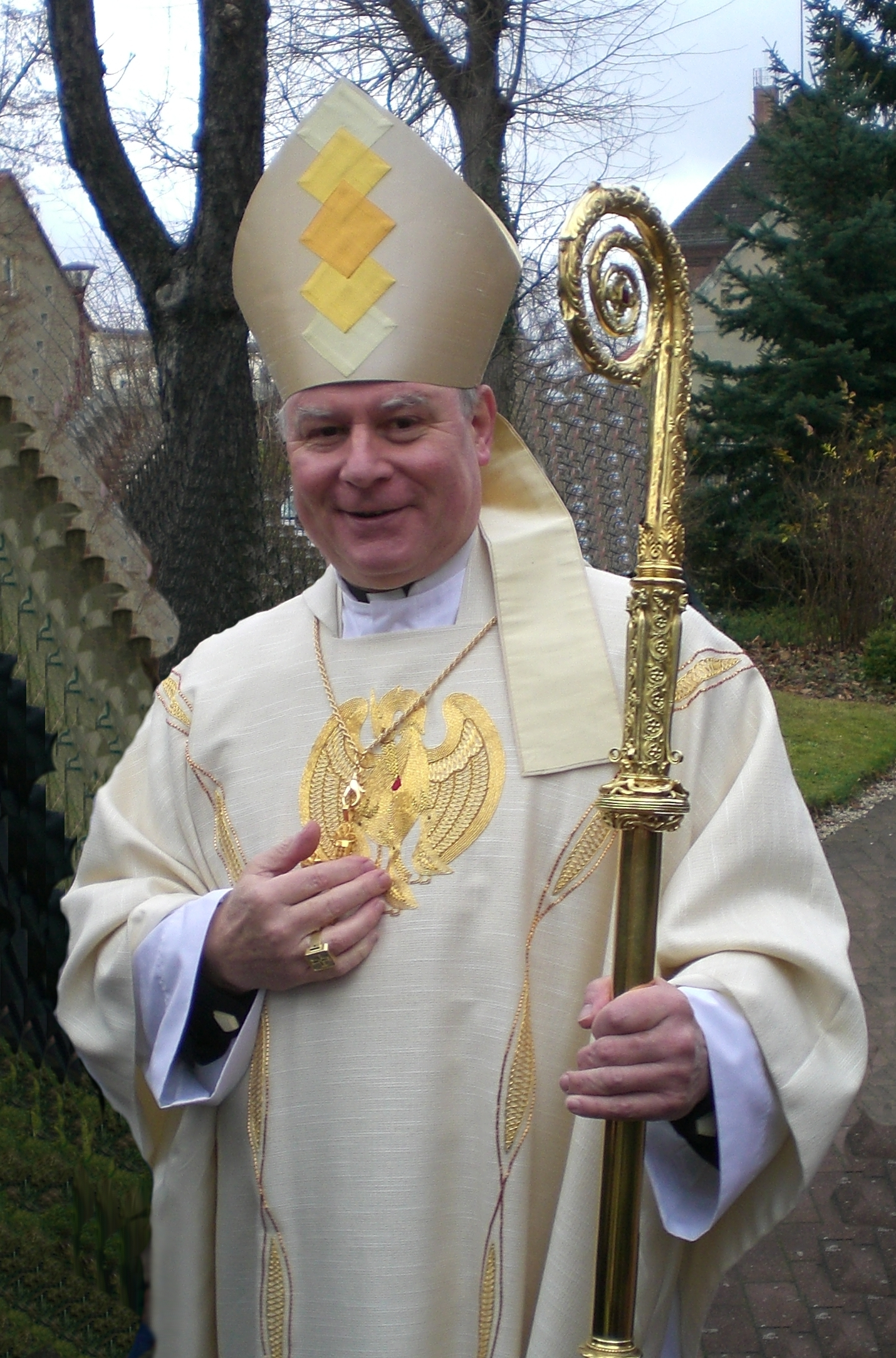
Bischof Konrad Zdarsa (2007)

Konrad Zdarsa [ˈstarsa] (* 7. Juni 1944 in Hainichen) ist emeritierter römisch-katholischer Bischof von Augsburg (2010–2019). Von 2007 bis 2010 war er Bischof von Görlitz.

## Herkunft
Konrad Zdarsa wurde als siebtes Kind des aus der Steiermark stammenden Seilers Johann Zdarsa und der aus Bayern stammenden Mutter Elisabeth geb. Goppel geboren, einer älteren Schwester des späteren bayerischen Ministerpräsidenten Alfons Goppel. Damit ist der bayerische CSU-Politiker Thomas Goppel sein Cousin. Aufgrund der Herkunft seines Vaters besitzt Zdarsa die österreichische Staatsbürgerschaft und hatte damit auch zu DDR-Zeiten das uneingeschränkte Recht auf Auslandsreisen.

## Leben
Da Zdarsa nach Beendigung der zehnklassigen Schule der Besuch der weiterführenden Schule verweigert wurde, erlernte er im Barkas-Werk Hainichen den Beruf eines Drehers. Nachdem es ihm möglich war, das Abitur nachzuholen, studierte Zdarsa am Priesterseminar Erfurt Katholische Theologie und Philosophie und empfing am 16. März 1974 in Dresden durch Bischof Gerhard Schaffran das Sakrament der Priesterweihe für das Bistum Meißen. Anschließend war er zunächst Kaplan in der Pfarrei St. Franziskus Xaverius Dresden-Neustadt. 1976 wurde er zum Domvikar, bischöflichen Sekretär und Ordinariatsassessor ernannt. 1977 wurde er zum Promotionsstudium an der Päpstlichen Universität Gregoriana freigestellt, wo er 1982 mit einer Dissertation über das Firmungsalter im Fach Kirchenrecht zum Dr. iur. can. promovierte. In dieser Zeit wohnte er im Deutschen Priesterkolleg beim Campo Santo Teutonico in Rom.
Im Jahr 1982 wurde Zdarsa erneut zum Ordinariatsassessor im Bistum Dresden-Meißen berufen und war gleichzeitig Pfarrvikar in der Pfarrvikarie St. Petrus Canisius in Dresden-Pillnitz. 1983 wurde er zum Ordinariatsrat ernannt und mit dem Amt des Cancellarius Curiae (Kanzler der bischöflichen Kurie) betraut. Ab 1985 war er Pfarrer in der Gemeinde St. Joachim Freital, parallel dazu Ehebandverteidiger im Bistum Dresden-Meißen. Ab 1990 war er zusätzlich Caritasdirektor der Diözese, bevor er 1991 zum Propst der Propsteigemeinde St. Johannes Nepomuk in Chemnitz bestimmt wurde. Dort wirkte er bis 2001 und war zeitweise auch Pfarradministrator der Pfarrei Maria Hilf in Chemnitz. Danach wurde er von Bischof Joachim Reinelt erneut ins Bischöfliche Ordinariat berufen, wo er zunächst das Personaldezernat leitete, später Beauftragter für den Ständigen Diakonat und Diözesandirektor des Päpstlichen Werkes für geistliche Berufe war. 2004 folgte er Weihbischof Georg Weinhold als Generalvikar der Diözese.
2005 wurde Zdarsa in das Kuratorium Welterbe Dresdner Elbtal berufen. Ein Jahr später trat er aus diesem Gremium wegen der Meinungsverschiedenheiten zum Dresdner Brückenstreit aus.
Papst Benedikt XVI. ernannte ihn am 24. April 2007 zum zweiten Bischof des 1994 gegründeten Bistums Görlitz. Die Bischofsweihe spendete ihm der Erzbischof von Berlin, Georg Kardinal Sterzinsky, am 23. Juni desselben Jahres; Mitkonsekratoren waren der damalige Bischof von Dresden-Meißen, Joachim Reinelt, und der ehemalige Bischof von Görlitz, Rudolf Müller.
Am 8. Juli 2010 ernannte ihn Papst Benedikt XVI. zum Bischof von Augsburg. Die feierliche Amtseinführung in Augsburg fand am 23. Oktober 2010 statt, nachdem Zdarsa am 18. Oktober vor Ministerpräsident Horst Seehofer (CSU) im Münchner Prinz-Carl-Palais den Treueeid auf Deutschland und Bayern abgelegt hatte. In der Deutschen Bischofskonferenz war er stellvertretender Vorsitzender der Publizistischen Kommission und Mitglied in der Kommission Weltkirche.
Im Jahr 2012 untersagte Bischof Zdarsa die Vergabe eines Raumes der Diözese Augsburg für eine Lesung des ehemaligen Kultusministers Hans Maier aus dessen aktuellem Buch. Zdarsa begründete dies damit, er wolle dem Verein „donum vitae“, in dem auch Hans Maier engagiert sei, im Bistum Augsburg kein Forum geben.
In der Amtszeit von Bischof Zdarsa wurde die „Raumplanung 2025“, die Neugliederung der Seelsorgeeinheiten der Diözese, auf den Weg gebracht. Ein Hauptanliegen des Bischofs war die Neuevangelisierung, wofür ein eigenes Institut gegründet wurde. Zdarsa gilt als konservativer Vertreter der Geistlichkeit, er gehörte etwa im „Kommunionstreit“, also der Frage des Zugangs konfessionsverschiedener Ehepartner zur Kommunion, zu den sieben deutschen Bischöfen, die sich deswegen im Frühjahr 2018 in einem Brief an Papst Franziskus gewandt hatten und damit die Rechtmäßigkeit eines Mehrheitsbeschlusses der Deutschen Bischofskonferenz anzweifelten.
Zdarsa suchte Ende 2018 bei Papst Franziskus um seinen altersbedingten Rücktritt zum 7. Juni 2019 an. Am 4. Juli 2019 nahm Papst Franziskus seinen altersbedingten Rücktritt an.
Am 7. Juli 2019 fand im Augsburger Dom der Dankgottesdienst zur Verabschiedung von Bischof Zdarsa statt. In mehreren Grußworten wurde dabei seine Amtszeit gewürdigt; es sprachen der Apostolische Nuntius in Deutschland, Erzbischof Nikola Eterović, und Kardinal Reinhard Marx für die Deutsche Bischofskonferenz, der Zdarsas „gesunden Menschenverstand“ und eine „geerdete“, im katholischen Leben, Glauben und Denken verwurzelte Frömmigkeit hervorhob, ferner für die Bayerische Staatsregierung Staatsminister Florian Herrmann, Vertreter der Stadt Augsburg, der evangelische Regionalbischof Axel Piper, Weihbischof Anton Losinger, Pfarrer Christoph Hänsler, der Sprecher des Priesterrats, und die Vorsitzende des Diözesanrats.
Seinen Ruhestand verbringt Konrad Zdarsa in Dresden. Dort feiert er an Festtagen den Gottesdienst in der Kathedrale Ss. Trinitatis mit.

## Wappen

Wappen Bischof Zdarsas

Das Görlitzer Bischofswappen übernahm Zdarsa unverändert in das Bistum Augsburg.
Zdarsas Wahlspruch ist: Ipse enim est pax nostra („Denn Er ist unser Friede“) und entstammt dem Epheserbrief (Eph 2,14 ).
Im Wappenschild befinden sich der Fisch und der Schlüssel, das Zeichen für das Bistum Dresden-Meißen, wo Bischof Zdarsa als Generalvikar wirkte. Die Muschel steht für das Bistum Görlitz, zu dessen Bischof er im Jahr 2007 erhoben wurde. Der Vogel mit einem Ölzweig im Schnabel erinnert an Hainichen, die Heimatstadt des Bischofs. Hinterlegt ist das Wappen mit den Teilfarben der Länder Sachsen und der Steiermark (Grün) und Bayern (Weiß-Blau) sowie der Kirchenfarbe Gold.